# 妙義荒船林道

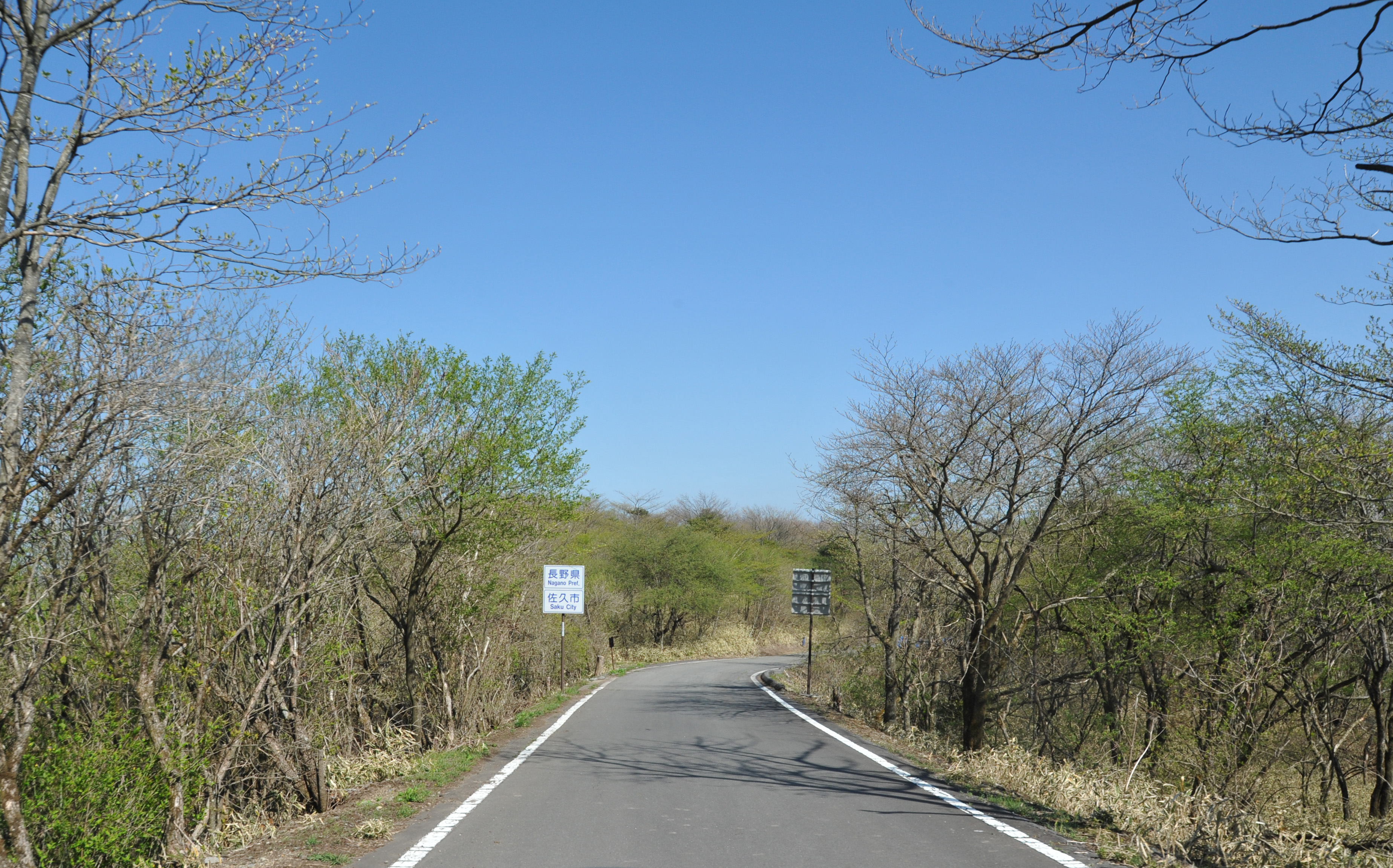
佐久市内

妙義荒船スーパー林道（みょうぎあらふねスーパーりんどう）は、長野県佐久市香坂から群馬県安中市旧松井田町（現安中市）に至る延長約30kmのスーパー林道である。
長野県の区間は妙義荒船林道（みょうぎあらふねりんどう）として有料道路であったが、2010年4月より無料開放となった。また、群馬県側は、上信越自動車道の開通によって道路管理が行われておらず、廃道状態になっており通行できない。

## 通行期間
毎年4月から11月までとして、冬期間は原則閉鎖。

## 概要
ここでは、かつて有料道路であった長野県側の妙義荒船林道について述べる。
- 路線名 : 林道妙義荒船線
- 有料道路区間 : 佐久市～北佐久郡軽井沢町
  - A区間 : 軽井沢町和美峠～佐久市香坂
  - B区間 : 佐久市香坂～佐久市内山
- 総延長 : 18.8km （有料区間15.2km）

### 通行料金
有料道路時代の通行料金は以下の通りであった。
|      | 全線 | A区間 | B区間 |
| ---- | ---- | ----- | ----- |
| 小型 | 900  | 470   | 430   |
| 中型 | 1620 | 860   | 760   |
| 大型 | 2200 | 1170  | 1030  |
| 二輪 | 410  | 210   | 200   |